# Wohn- und Wirtschaftsgebäude Am Hasbruch 1
Das Wohn- und Wirtschaftsgebäude Am Hasbruch 1 in Hude-Vielstedt, außerhalb und südlich des Ortskernes, wurde in der ersten Hälfte des 19. Jahrhunderts gebaut.
Es dient heute als Wohn- und Bürohaus.
Das Gebäude steht unter Denkmalschutz (siehe auch Liste der Baudenkmale in Hude (Oldenburg)).

## Geschichte
Das kleine eingeschossige giebelständige Zweiständerhallenhaus in Fachwerk mit Steinausfachungen, mit reetgedecktem Krüppelwalmdach und Niedersachsengiebel mit Uhlenloch, wurde wohl in der ersten Hälfte des 19. Jahrhunderts gebaut und der Wohnteil später in Backstein erneuert. Ein seitlicher Eingang mit einer runden Überdachung führt zum Wohnteil.
Das Niedersächsische Landesamt für Denkmalpflege befand: „… geschichtliche Bedeutung … als beispielhaftes kleines Fachwerkhallenhaus …“